# Горња Нушка
Горња Нушка (грч. Μέταλλα, Метала) је насељено место у општини Емануил Папас у периферији Средишња Македонија, Грчка. Према попису из 2021. године било је 93 становника.
Према бугарском географу и историчару, Василу Канчову, у Горњој Нушки је 1900. године живело 240 Турака хришћана. Током Балканских и Првог светског рата село је настрадало и већина мештана је избегла, тако је после рата остало седам житеља. На њихово место насељено је 47 грчких избегличких породица, укупно 216 особа. На попису из 1928. године Горња Нушка је имала 229 становника, од чега је 13 Турака а остали Грци.